# Lucía Hiriart

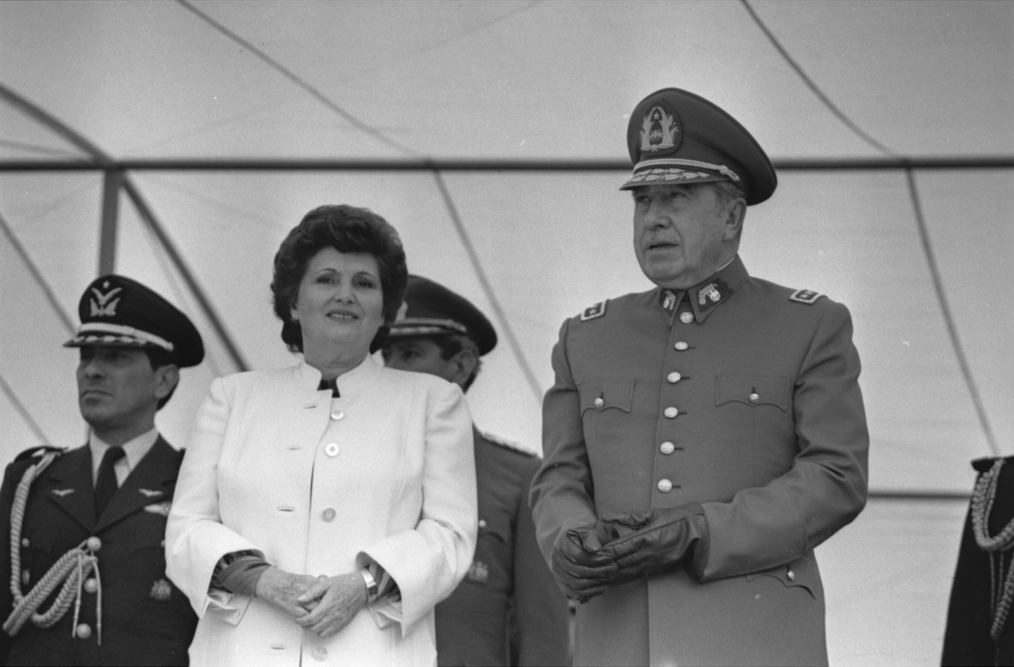
Lucía Hiriart i Augusto Pinochet w 1983 roku

Lucía Hiriart (ur. 10 grudnia 1923 w Antofagaście, zm. 16 grudnia 2021 w Santiago) – pierwsza dama Chile w latach 1974–1990, żona dyktatora Augusto Pinocheta.

## Życiorys
Pochodziła z rodziny o korzeniach francuskich i baskijskich. Jej ojcem był Osvaldo Hiriart, minister spraw wewnętrznych Chile podczas II wojny światowej, a matką Lucía Rodríguez.
W 1939 roku poznała Augusto Pinocheta. Para wzięła ślub w 1943 roku, gościem honorowym na ich weselu był prezydent Juan Antonio Ríos. Mieli piątkę dzieci: Lucíę, Augusto, Verónicę, Jacqueline i Marco Antonio.
W 1973 roku wspierała męża w przygotowaniu zamachu stanu. Była zaangażowana w działalność chillijskich tajnych służb, odpowiadała także najprawdopodobniej za dymisje niektórych ministrów.
Działała także jako filantropka. Od 1973 roku była szefową fundacji CEMA, wspierającej kobiety w biednych społecznościach Chile.
W 2007 roku została aresztowana i oskarżona o pomoc Pinochetowi w defraudacji 27 milionów dolarów. W 2016 roku oskarżono ją o sprzedaż majątku prowadzonej przez nią fundacji w celu fundowania życia jej męża podczas jego aresztu domowego w Wielkiej Brytanii w 1998 roku.
Pod koniec życia wycofała się z działalności publicznej, mieszkała w Santiago. Przez mieszkańców Chile nazywana była „La Vieja” lub „Czarną Wdową”. W 2017 roku zdiagnozowano u niej demencję i depresję.
Zmarła 16 grudnia 2021 roku z powodu niewydolności serca.

## W kulturze popularnej
W filmie Hrabia z 2023 roku w jej rolę wcieliła się Gloria Münchmeyer.